# Yechiel Eckstein
Yechiel Eckstein (11 de julho de 1951 – 6 de fevereiro de 2019) foi um rabino israelense-americano que fundou a Irmandade Internacional de Cristãos e Judeus e a presidiu até sua morte. Os objetivos da organização eram apoiar os judeus que precisavam de ajuda financeira, promover a emigração de judeus para Israel e apoiar os soldados pobres das Forças de Defesa de Israel. Em 2003, foi listada como a segunda maior fundação de caridade em Israel pelo Haaretz.
Em 2010, a Newsweek o listou entre os 50 rabinos mais influentes da América. Ele foi premiado com  Hadassah do o primeiro Homem Distinto em 2010 e o Prêmio Raoul Wallenberg em 2014. Ele foi listado no "Top 50 Judeus Mais Influentes do Jerusalem Post" de 2014 e 2015.
Eckstein tinha dupla cidadania nos Estados Unidos e em Israel, tendo se tornado cidadão israelense em 2002.
Eckstein viveu em Chicago e em Jerusalém. Ele morreu de ataque cardíaco em Jerusalém em 6 de fevereiro de 2019, aos 67 anos.